# Коски, Маркку
Маркку Коски (фин. Markku Koski; род. 15 октября 1981, Сиеви, Финляндия) — финский сноубордист, выступающий в хафпайпе, биг-эйре и слоупстайле.
- Бронзовый призёр зимних Олимпийских игр 2006 в хафпайпе;
- Чемпион мира в биг-эйре (2005);
- Бронзовый призёр X-Games 2003 в супер-пайпе;
- 2-кратный победитель и призёр этапов Кубка мира (всего — 4 подиума).